# Ceratocapsus minutus
Ceratocapsus minutus är en insektsart som först beskrevs av Philip Reese Uhler 1893.  Ceratocapsus minutus ingår i släktet Ceratocapsus och familjen ängsskinnbaggar. Inga underarter finns listade i Catalogue of Life.